# Jukka Ollila
Jukka Ollila (* 1. März 1973 in Oulu) ist ein ehemaliger finnischer Eishockeyspieler, der auf der Position des Verteidigers spielte. In Deutschland spielte er für den EHC Neuwied, ES Weißwasser, den ETC Crimmitschau und für EA Kempten. Zuletzt war er als Cheftrainer beim Oberligisten Passau Black Hawks tätig.

## Karriere
Ollila begann seine Karriere in der Saison 1990/91 bei Ilves Tampere, wo er im ersten Jahr ausschließlich im Kader der U20-Mannschaft zum Einsatz kam. Erst in der Folgesaison durfte er auch in der Profimannschaft in der SM-liiga spielen. In die finnische Eishockeynationalmannschaft wurde er für die Junioren-Europameisterschaft 1991 sowie für die Junioren-Weltmeisterschaften 1992 und 1993 berufen. Innerhalb der Liga und der Stadt wechselte er 1994 für zwei Spielzeiten zu Tappara Tampere, ehe er für ein weiteres Jahr zu SaiPa Lappeenranta wechselte.
Danach zog es Ollila nach Deutschland, wo er sich 1997 dem EHC Neuwied aus der 1. Liga Nord anschloss. Mit dem Verein konnte er die Meisterschaft der zweitklassigen 1. Liga gewinnen, verließ die Mannschaft nach dem Titelgewinn, um zum ES Weißwasser zu wechseln. Ebenfalls nach nur einem Jahr ging der Finne in die 1. Liga Süd zum ETC Crimmitschau und in der Folgesaison zum HC Caen aus der französischen Ligue Magnus. Zur Saison 2000/01 kehrte er nochmals für zwei Spielzeiten zum ETC Crimmitschau zurück. 2002 erfolgte dann ein erneuter Wechsel in die Ligue Magnus zum HC Mulhouse. Seine letzte Saison als Aktiver verbrachte er 2003/04 beim EA Kempten in der Oberliga. Ab 2007 war er als Trainer beim EHC 80 Nürnberg aus der viertklassigen Bayernliga tätig. Ab Beginn der Saison 2010/11 war er als Cheftrainer bei den Passau Black Hawks in der Oberliga tätig. Ende Januar 2012 wurde er entlassen und durch Dave Rich ersetzt.
Im Sommer 2014 heuerte Ollila als Nachwuchstrainer beim ESC Dresden an. Ende 2015 übernahm er im Profiteam der Sachsen interimsmäßig den Posten des Cheftrainers für den beurlaubten Thomas Popiesch, wurde allerdings bereits vor dem nächsten Punktspiel vom Kanadier Bill Stewart abgelöst.

## Erfolge und Auszeichnungen
- Meister der 1. Liga 1998